# Канал (Первоуральський міський округ)
Кана́л (рос. Канал) — селище у складі Первоуральського міського округу Свердловської області.
Населення — 12 осіб (2010, 5 у 2002).
Національний склад станом на 2002 рік: росіяни — 100 %.